# Distritos de Luxemburgo
El distrito era la mayor subdivisión territorial de Luxemburgo. Existían tres distritos que a su vez se dividían en 12 cantones y 116 comunas. En el año 2015 estuvieron suspendidos.

## Administración
Cada distrito era administrado por un comisario de distrito, nombrado por el Gran Duque.
Las comisarías de distrito vigilaban de un modo general la gestión de las administraciones municipales, los sindicatos de municipios y los establecimientos públicos. La competencia de los comisarios de distrito se extendía por todas las ciudades y comunas de su ámbito, con la excepción de la ciudad de Luxemburgo, que era bajo autoridad directa del ministro del interior, salvo en los casos previstos por leyes especiales.
A cada comisario le correspondía un secretario de distrito que es nombrado por el Gran Duque por proposición del comisario de distrito.

## Lista
| Nº | Distrito     | Capital      | Superficie (km²) | Población (2012) | Densidad (hab./km²) | Cantones                                           | Distritos de Luxemburgo |
| -- | ------------ | ------------ | ---------------- | ---------------- | ------------------- | -------------------------------------------------- | ----------------------- |
| 1  | Diekirch     | Diekirch     | 1.157            | 80.234           | 69,3                | - Clervaux - Diekirch - Rédange - Vianden - Wiltz  | Distritos de Luxemburgo |
| 2  | Grevenmacher | Grevenmacher | 525              | 62.818           | 119,7               | - Echternach - Grevenmacher - Remich               | Distritos de Luxemburgo |
| 3  | Luxemburgo   | Luxemburgo   | 904              | 381.801          | 422                 | - Capellen - Esch-sur-Alzette - Luxemburg - Mersch | Distritos de Luxemburgo |

Los cantones fueron creados el 24 de febrero de 1843. En 1857 se creó el distrito de Mersch a partir de los cantones de Mersch y Rédange, pero fue abolido en 1867.